# 하시무라 류조셉
하시무라 류조셉(일본어: 橋村 龍ジョセフ, 2000년 8월 23일~)는 일본의 축구 선수이다.

## 구단 경력
그는 2017년 J2리그의 FC 마치다 젤비아에 입단했다. 2021년 일본 지역 리그의 아르티스타 아사마로 이적했다. 2023년 일본 풋볼 리그의 라인미어 아오모리로 이적했다.